# Macrotomoderus rufofuscus
Macrotomoderus rufofuscus es una especie de coleóptero de la familia Anthicidae.

## Distribución geográfica
Habita en Malasia.